# Pascal Conq
Pour les articles homonymes, voir Conq.
Pascal Conq, né le 3 janvier 1962 à Saint-Brieuc en 1962, est un architecte naval français. Associé à Jean-Marie Finot, il a conçu certains des 60 pieds IMOCA, monocoques de course au large, parmi les plus performants des trente dernières années.

## Biographie
Pascal Conq découvre la voile en baie de Morlaix avec son père, directeur des services techniques de la station biologique de Roscoff. Il devient moniteur de voile et, passionné par l'ingénierie navale, commence des études d'architecture en 1979. En 1982, il met au point un système de quille pendulaire sur un Micro. 
En 1985, il remporte le Tour de France à la voile à bord du Côte d'Armor de son cousin Yannick Dupetit. La même année, il obtient son diplôme d'architecte et s'associe avec Jean-Marie Finot, déjà créateur de l'Écume de mer et du First Class 8. Le cabinet se tourne alors vers la course au large, tout en poursuivant ses travaux pour les voiliers de croisières. Ils conçoivent ainsi une quinzaine de prototypes Mini 6.50 à partir de 1987. Leurs Minis, larges, légers et rapides aux allures portantes, contribuent au développement des voiliers open. En 1990, ils créent le Figaro Bénéteau pour la Solitaire du Figaro.
Jean-Marie Finot et Pascal Conq se distinguent particulièrement par leurs constantes innovations dans la conception des monocoques de 60 pieds open. Leurs réalisations dominent largement les années 1990 et le début des années 2000 avec quatre victoires dans le Vendée Globe (1993 avec Alain Gautier sur Bagages Supérior, 1997 avec Christophe Auguin sur Geodis, 2001 avec Michel Desjoyeaux sur PRB et 2005 avec Vincent Riou sur le même PRB) et trois dans le BOC Challenge (1991 avec Christophe Auguin avec Groupe Sceta, 1995 avec Christophe Auguin sur Sceta-Calberson et 1999 avec Giovanni Soldini sur Fila).
Dans les années 2000, Pascal Conq contribue à la création de la Class40 et le Groupe Finot conçoit le Pogo 40.

## Liste des 60 pieds conçus
- 1989 : Générali-Concorde pour Alain Gautier
- 1990 : Groupe Sceta pour Christophe Auguin
- 1992 : Bagages Supérior pour Alain Gautier
- 1994 : Sceta-Calberson (futur Geodis) pour Christophe Auguin
- 1995 : Groupe LG 2 pour Gerry Roufs
- 1996 :
  - Aquitaine Innovations pour Yves Parlier
  - PRB pour Isabelle Autissier
- 1997 : Fila pour Giovanni Soldini
- 1998 :
  - Gartmore pour Josh Hall
  - Team Group 4 pour Mike Golding
  - Sodebo pour Raphaël Dinelli
  - Somewhere pour Marc Thiercelin
  - UBP pour Dominique Wavre
- 1999 : PRB pour Michel Desjoyeaux
- 2007 : 
  - Générali pour Yann Eliès
  - Hugo Boss pour Alex Thomson
  - Brit Air pour Armel Le Cléac'h
- 2008 : DCNS 1000 pour Marc Thiercelin
- 2023 :
  - For People, avec Antoine Koch, pour Thomas Ruyant
  - Paprec Arkéa, avec Antoine Koch, pour Yoann Richomme